# Крапивенко Дмитро Михайлович
Дмитро Михайлович Крапивенко (народився 27 квітня 1979 в Туркменістані) — український журналіст, публіцист, волонтер. Був головним редактором часопису «Український тиждень», редактором українського видання «Світ у 2019 році». З початком повномасштабного вторгнення РФ пішов до лав ЗСУ.

## Життєпис
Народився 27 квітня 1979 в Туркменістані.
2001-го закінчив Київський національний університет імені Тараса Шевченка.
В журналістиці з 1999-го. Працював у журналі «Галицькі контракти», на 1+1.
З 2011-го — в «Українському тижні», від 2014-го до 2021-го — на посаді головного редактора.
З лютого 2022 року служить в лавах Сил оборони України. У 2025 році у видавництві Ukraїner вийшла його книжка «Усе на три літери» — збірка нарисів про військо.